# Johann Dietrich Mellmann
Johann Dietrich Mellmann (* 27. September 1746 in Klütz; † 18. August 1801 in Kiel) war ein deutscher Rechtswissenschaftler und Hochschullehrer an der Universität Kiel.

## Leben
Johann Dietrich Mellmann war der Sohn des Pastors der Klützer Marienkirche, Ludwig Erich Mellmann (getauft 13. August 1717 in Wismar, gest. 8. März 1790 in Klütz). Der Pädagoge Johann Wilhelm Ludwig Mellmann (1764–1795) war sein jüngerer Bruder.
Er besuchte das Gymnasium in Lüneburg und studierte Rechtswissenschaften an der Universität Göttingen. 1770 wurde er in Kiel zum Dr. iur. utr. promoviert und trat als Privatdozent auf. 1773 wurde er zum ordentlichen Professor des teutschen Rechts und der Praxis berufen. Sein Verhältnis zu den Kollegen in der Fakultät war schwierig. 1784 wurde er von der Teilnahme am Spruchcollegium entbunden. Er war mehrfach Dekan der Juristischen Fakultät und 1778 und 1784 Prorektor der Universität.
Seine zahlreichen Programmschriften zu akademischen Anlässen und seine rechtlichen Gutachten (beispielsweise zum Bothmerschen Fideikommiss 1793) sind von kulturhistorischem Interesse. Er war Mitglied des Königlichen Institut der Historischen Wissenschaften in Göttingen und Meister vom Stuhl der Kieler Freimaurerloge Louise zur gekrönten Freundschaft.
Mellmann war Inhaber der Vikarie ad St. Jacobum des Lübecker Domkapitels. Er war der letzte Kieler Professor, der in der Klosterkirche Bordesholm beigesetzt wurde.

## Schriften
- Commentatio De Interpretatione Legvm Romanarvm; Praesertim Codicis Repetitae Praelectionis. Kiel 1770 (Digitalisat)
- Meditatio Ad Legem V. C. De Donationibvs Qva Simvl Praelectiones In Academia Christiana Albertina Per Hyemem Habendas Significat Ioannes Dietericvs Mellmann. Kiel 1770 (Digitalisat)
- Betrachtung über den behutsamen Gebrauch der Geschichte. Göttingen: Bossiegel 1772
- Commentatio Hermenevtica Ivris Ecclesiastici Ad Cap. V. X. De Sententia Excommvnicationis. Lübeck 1772 (Digitalisat)
- Merkwürdige Rechtsfälle nebst einer kurzen Betrachtung über die Geschichte und den Gebrauch des deutschen Privatrechts. Schwerin: Buchenröder 1775
- Oratio De Cavsis Ivris Incerti... Kiel, Hamburg: Bohn 1776 (Digitalisat)
- Aufmunterung zur Ausübung maurerischer Tugenden: mit welcher die Ehrwürdige Loge Louise zur gekrönten Freundschaft in Kiel am 6ten Julius 1785 als am Tage der Johannis-Feyer und der Einweihung ihres neuen eigenthümlichen Versammlungs-Hauses eröffnet worden. Kiel 1785 (Digitalisat)
- Selecta capita doctrinae de fideicommissis familiarum nobilium ex jure Megapolitano et Slesvico-Holsatico illustrata. Altona: Kaven 1793 (Digitalisat)
- Einleitung in das gemeine und Schleswig-Holsteinische Damm- Deich- Siel- und Schleusen-Recht. Teil I/1, Altona: Kaven 1795 (Digitalisat)